# Круте артерије
Круте артерије нееластичне артерије или укоченост артерија је патолошко стање које настаје као последица биолошког старења и атериосклерозе. Укоченост артерија означава два главна појма - артериосклерозу и атероматозу. Артериосклероза је генерализовано задебљање и укрућење артеријског зида и повезано је са високим крвним притиском или хипертензијом.Атероматоза је инфламаторна артеријска промена која доводи до дисфункције зидова ендотела и прекомерног таложења липида или масти у зидовима крвних судова. Ова два процеса често коегзистирају и доводе до артеријске фиброзе или атериосклерозе.
Упала игра главну улогу у настанку атериосклерозе, и сходно томе је главни чинилац крутости великих артерија. Повећана укоченост артерија повезана је са повећаним ризиком од кардиоваскуларних догађаја као што су инфаркт миокарда, хипертензија, срчана инсуфицијенција и мождани удар, тренутно два водећа узрока смрти у развијеном свету.
Уобичајен је налаз код људи са високим крвним притиском је инсулинска резистенција.
Сматра се да неколико дегенеративних промена које се јављају са годинама у зидовима великих еластичних артерија доприносе повећаном укрућењу током времена, укључујући механичко хабање ламеларних еластинских структура унутар зида артерија услед поновљених циклуса механичког напрезања; промене у врсти и повећање садржаја протеина артеријског колагена, делимично као компензациони механизам против губитка артеријског еластина, а делимично због фиброзе; и умрежавање суседних колагених влакана уз помоћ напредних крајњих производа гликације (АГЕ).
Инфламаторни маркери могу бити корисни додатни алати у процени кардиоваскуларног ризика од крутости артерија у клиничкој пракси. Комбинована процена укочености артерија и инфламаторних маркера може побољшати неинвазивну процену кардиоваскуларног ризика, омогућити одабир високоризичних пацијената за профилактички третман или редовније лекарске прегледе. Развој будућих терапија за терапију овог поремећаја може циљати на проинфламаторне механизме.

## Етиопатогенеза
Укоченост артерија које утиче на повећан ризик од кардиоваскуларних догађаја, у својој основи има запаљење (које игра главну улогу у укрућењу великих артерија), повезано је са следећим стањима:
- атеросклерозом,
- ендотелном дисфункцијом,
- миграцијом ћелија глатких мишића,
- васкуларном калцификацијама,
- повећаном активношћу металопротеиназа,
- деградацијом екстрацелуларног матрикса,
- оксидативним стресом,
- средњодермалном еластолизом
- деградацијом колагена.

Различите студије су откриле значајну корелацију између тежине крутости артерија и инфламаторних маркера, као што су број белих крвних зрнаца, однос неутрофила/лимфоцита, молекули адхезије, фибриноген, Ц-реактивни протеин, цитокини, микроРНА и циклооксигеназа-2, код пацијената са широким спектром болести, као што су:
- метаболички синдром,
- шећерна болест,
- коронарна болест срца,
- болест периферних артерија,
- малигни и реуматски поремећаји,
- полицистична болест бубрега,
- трансплантација бубрега,
- породична медитеранска грозница и оралне инфекције,
- прееклампсија или након менопаузе код жена.

Постоје јаки докази да запаљење игра важну и, барем делимично, реверзибилну улогу у развоју крутости артерија. 

### Пулсни талас
Када се срце стеже, оно генерише пулс или енергетски талас који путује кроз циркулаторни систем. Брзина кретања овог пулсног таласа (брзина пулсног таласа  (ПВВ)) је повезана са крутошћу артерија. Други термини који се користе за описивање механичких својстава артерија укључују еластичност, или реципрочну (инверзну) еластичност. 
Однос између крутоти артерије и брзине пулсног таласа први је предвидео Томас Јанг у свом предавању из 1808. године, али га је генерално описан Moens–Korteweg једначином или  Bramwell–Hill једначином. Типичне вредности ПВВ у аорти су у распону од приближно 5 m/s до >15 m/s.

#### Брзина пулсног таласа
Укоченост саме аорте не може се директно одредити. Међутим, постоји директна веза између брзине пулсног таласа ( брзине пулсног таласа ) и крутости аорте. Овај однос је приказан у Moens–Korteweg једначини, у којој су прикауане неке претпоставке. 
{\displaystyle \mathrm {PWV} ={\sqrt {\dfrac {E_{inc}\cdot h}{2r\cdot \rho }}}}
Крутост (инкрементални модул еластичности, Е inc) има директну везу са брзином пулсног таласа (PWN) само ако се густина крви (ρ) и однос између дебљине зида суда ( h ) и пречника суда ( 2r ) не мењају. 
За процену средње брзине пулсног таласа у аорти потребне су две мерне тачке у аорти, како би се могла проценити колико је удаљеност ове две тачке на васкуларном путу и колика је временска разлика између доласка пулсног таласа у једну тачку и доласка пулсног таласа у другу тачку. Интраваскуларно растојање подељено овом временском разликом је брзина пулсног таласа. Фактори који утичу на ово укључују старост, пол, физичку грађу и (трајање) основних стања као што је висок крвни притисак.
Мерење PWN аорте пружа неке од најјачих доказа у вези са прогностичким значајем укрућења великих артерија. Показало се да повећани PWN аорте предвиђа кардиоваскуларни, а у неким случајевима и све узроке, смртност код особа са завршном стадијумом болести бубрега, хипертензије, дијабетес мелитуса и у општој популацији. Међутим, тренутно остаје да се утврди улога мерења ПВВ као општег клиничког алата. На тржишту постоје уређаји који мере параметре крутости артерија (индекс повећања, брзина пулсног таласа).

## Патофизиолошке последице повећане укочености артерија
Примарна места оштећења органа као крајњег оштећења након повећања укочености артерија су срце, мозак (мождани удар) и бубрези (губитак функције бубрега повезан са узрастом), док су механизми који повезују укоченост артерија са оштећењем крајњег органа вишеструки.
Укочене артерије угрожавају Виндкеселов ефекат у артеријама. Виндкеселов ефекат ублажава пулсирајуће избацивање крви из срца претварајући га у стабилнији, равномернији одлив. Како ова функција зависи од еластичности артерија, круте артерије захтевају већу снагу силе која треба да регулише запремину крви избачене из срца (ударни волумен срца). Повећани захтев за већом силом, који је једнак повећању пулсног притиска, може довести до повећаног оштећења крвних судова у циљним органима као што су мозак или бубрези. Овај фекат може бити преувеличан ако повећање артеријске крутости доведе до смањене рефлексије таласа и већег ширења пулсирајућег притиска у микроциркулацији.
Повећање крутости артерија такође повећава оптерећење срца, јер оно мора да обавља више посла да би одржало ударни волумен. Временом, ово повећано оптерећење изазива хипертрофију и ремоделирање леве срчане коморе, што може довести до срчане инсуфицијенције. 
Повећано оптерећење такође може бити повезано са већим бројем откуцаја срца, које је пропорционално дужини трајања систоле и паралелним смањењем трајања дијастоле. Ово смањује количину времена доступног за перфузију срчаног ткива, што се углавном дешава у дијастоли. Како хипертрофично срце има већу потребу за кисеоником, угрожено снабдевање кисеоником и хранљивим материјама срчаног мишића има негативне последице.
Крутост артерија такође може утицати на време када се рефлексије пулсног таласа враћају у срце. Како пулсни талас путује кроз циркулацију, он се рефлектује на местима где се мењају својства преноса кроз артеријско стабло (на местима неслагања импеданце), јер се ови рефлектовани таласи шире према срцу. Брзина пропагације (односно ПВВ) је повећана у крутим артеријама и због тога ће рефлектовани таласи стићи до срца раније у систоли, што резултује повећаваним оптерећењем срца у систоли. Повишени ПВВ може представљати важан параметар за идентификацију деце са ЦКД и високим кардиоваскуларним ризиком.

## Дијагноза
Крутост зида артерије израчунава се коришћењем брзине пулсног таласа на брахијалном зглобу. Реч је о стандардној техници која користи манжетну за крвни притисак постављену на руку и скочни зглоб испитаника како би се мерила брзина којом се таласи притиска крећу низ крвне судове.
Према досадашњим студијама, за неку особу која има хипертензију брзина пулсног таласа дефинисано је вредношћу крвног притиска у мировању од 140 /90 mmHg или више, што је у складу са смерницама за превенцију и лечење хипертензије од 2018. Америчког удружење за срце, према препорукама из 2017. године, у којој се сматра да људи са крвним притиском од 130/80 mmHg или више имају хипертензију. 
Дијагносика је показала да је комбинација високог крвног притиска и укочених артерија вероватнија код мушкараца, посебно код старијих особа са вишим БМИ (индексом телесне масе) и већим бројем откуцаја срца, пушача и мушкараца који конзумирају алкохол. 
Пацијенти са укоченим артеријама такође имају већи ниво глукозе и холестерола у крви на празан стомак.
Магнетна резонантна томографија (МРТ) је сада широко распрострањен алат за снимање у клиничком свету и такође постаје доступан у окружењу медицинских истраживања. Типично, анализе крутости засноване на магнетној резонанцији укључују квантификацију дистензије аорте и њену везу са усклађеношћу. Магнетна резонантна томографија има предност што је неинвазивна метода, чија масовнија употреба је донекле ограничена високим трошкови и доступношћу.  Због своје релативне прецизна и објективних резултата мерења она је данас важна је опција и клиничка метода како у истраживањима тако и у дијагностици.

## Терапија
За смањење крутости зидова крвних судова могу се користити различити облици лекова за висок крвни притисак. Најбољи резултати се постижу са блокаторима калцијумових канала и блокаторима ренин-ангиотензин-алдостеронског система. Постоји став да класични бета-блокатори само незнатно смањују крутост централне артерије или да је у неким случајевима чак и повећавају, мада је утврђено да новији бета блокатори дају боље резултате.
Повећана крутост централне артерије, која укључује убрзано васкуларно старење аорте, је снажан и независан фактор ризика за рану смртност и пружа прогностичке информације изнад и изван традиционалних фактора ризика за кардиоваскуларне болести (КВБ). Крутост централне артерије је важна детерминанта пулсног притиска; стога, свако њено патолошко повећање може довести до хипертрофије леве срчане коморе и поремећене коронарне перфузије. Крутост централне артерије може се проценити неинвазивно мерењем брзине пулсног таласа аорте, што је златни стандард за мерење крутости артерија. Раније се веровало да промене у крутости артерија, на које првенствено утичу дуготрајне структурне промене зависне од притиска, могу бити успорене, али не и поништене фармакотерапијом. Недавне студије са лековима који инхибирају систем ренин-ангиотензин-алдостерон, напредним разбијачима унакрсних веза крајњих производа гликације и антагонистима ендотелина сугеришу да је смањење крвног притиска независно од крвног притиска и преокретање укочености артерија изводљиво.
Имајући ово у виду, заузет је став да је терапија крутих артерија нови терапеутски циљ за смањење ризика од кардиоваскуларних болести; међутим, потребна су даља клиничка испитивања да би се потврдило да ли промене у крутости артерија, које су независне од лечења крвног притиска, директно доводе до смањења кардиоваскуларних догађаја.

## Превенција
Досадашње студија пружају нове увиде у превенцију дијабетеса типа 2, сугеришући да рано откривање и лечење високог крвног притиска и укочених артерија може помоћи у смањењу ризика од развоја дијабетеса типа 2. Да би се спречио или ублажио утицај дијабетес типа 2, Америчко удружење за срце подсећа да постоји неколико променљивих фактора ризика за дијабетес типа 2 који су повезани са избором здравог начина живота и доприносе оптималном здрављу срца: 
- физичка активност,
- контрола холестерола,
- контрола високог крвног притисак,
- правилна исхрана,
- непушење,
- смањење стреса,
- одржавање правилног распоред спавања,
- нормална телесна тежина.